# Die Zeit

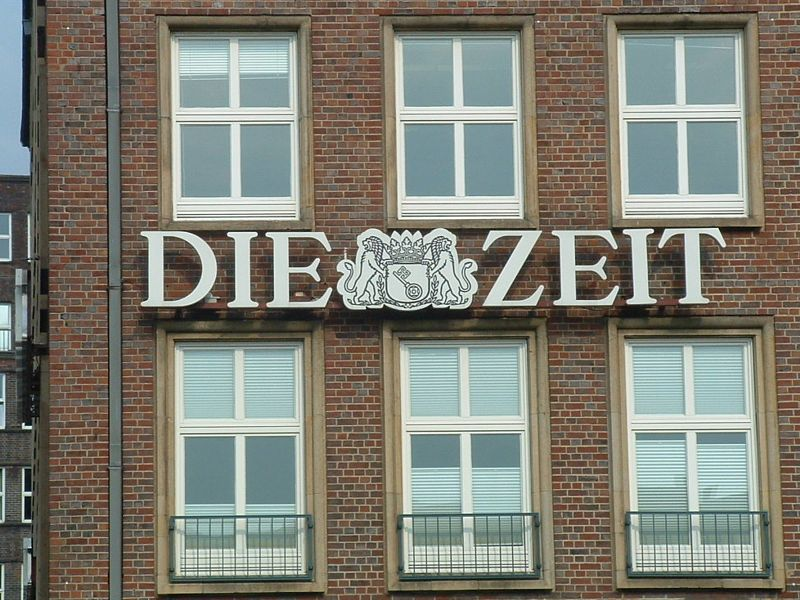
Het logo van Die Zeit op het Hamburgse Pressehaus

Die Zeit (geschreven als DIE ZEIT) (vertaling: De Tijd) is een Duits weekblad, dat sinds 21 februari 1946 verschijnt.
Die Zeit wordt in Hamburg uitgegeven. Doelgroep van Die Zeit zijn de hogeropgeleiden. De krant geldt als een liberaal blad, waarbij bij controversiële thema's vaak verschillende meningen en auteurs tegenover elkaar worden gezet.

## Geschiedenis
De eerste uitgave in 1946 had een oplage van 25.000 exemplaren. Tegenwoordig bedraagt de oplage 550.000 en worden rond 1,52 miljoen lezers bereikt.
Die Zeit werkt met een klein team van redactiechefs/uitgevers. In Duitsland staat bij tijdschriften de Herausgeber wat betreft zijn taak tussen de redactie en de uitgeverij in, en is naar buiten toe beeldbepalend voor het imago van de krant.
Vanaf 1 maart 1946 tot haar dood in 2002 was Marion Dönhoff betrokken bij de redactie van Die Zeit. Vanaf 1972 was zij verantwoordelijk uitgever (Herausgeberin) en drukte een stempel op de krant. Ook oud-bondskanselier Helmut Schmidt was sinds 1983 tot zijn dood in 2015 als Herausgeber aan Die Zeit verbonden, daarnaast is ook Josef Joffe Herausgeber. Tot maart 2007 was ook de journalist en voormalig minister van Cultuur en Media Michael Naumann Herausgeber.
De hoofdredacteur is Giovanni di Lorenzo.

## Trivia
- Hoewel Die Zeit uit Hamburg komt staat het stadswapen van Bremen in het logo. Toen Die Zeit uitkwam weigerde de stad Hamburg op het laatste moment om toestemming te geven voor het gebruik van het stadswapen van Hamburg. De ruimte die over was werd gevuld met het wapen van Bremen omdat een van de oprichters van Die Zeit bevriend was met de burgemeester van die stad.[bron?]